# Den Svenska Björnstammen
Den svenska björnstammen (in svedese significa "La popolazione degli orsi svedesi") è un gruppo musicale pop-techno e un collettivo artistico fondato nel 2010 a Norrköping.
La band ha siglato un contratto con la Pope Records e ha un accordo speciale con la Universal Music Sweden.

## Storia
Nyyt Lego, la prima canzone del gruppo, è stata pubblicata nel maggio 2008 sul canale YouTube norrkopingskonsthall. La firma del contratto con Pope Records risale, però, al 2010.
Nello stesso anno la band è stata una delle tre finaliste della competizione Metro On Stage, organizzata dal quotidiano gratuito Metro.

## Formazione
- Dan Brännvall
- Kim Dahlberg
- Petter Frisendahl
- Ambjörn Göransson
- Mattias Göransson
- Klas Isaksson
- Åke Olofsson

## Discografia
- 2010 - Classics
- 2012 - Ett fel närmare rätt
- 2014 - Hatar allt